# Арцарі (Сучава)
Арцарі (рум. Arțari) — село у повіті Сучава в Румунії. Входить до складу комуни Хенцешть.
Село розташоване на відстані 370 км на північ від Бухареста, 14 км на північ від Сучави, 117 км на північний захід від Ясс.

## Населення
За даними перепису населення 2002 року у селі проживали 13 осіб, усі — румуни. Усі жителі села рідною мовою назвали румунську.